# Meridià 65 a l'est
El meridià 65 a l'est de Greenwich és una línia de longitud que s'estén des del pol Nord travessant l'oceà Àrtic, Àsia, l'oceà Índic, l'oceà Antàrtic i l'Antàrtida fins al pol Sud.
El meridià 65 a l'est forma un cercle màxim amb el meridià 115 a l'oest. Com tots els altres meridians, la seva longitud correspon a una semicircumferència terrestre, uns 20.003,932 km. Al nivell de l'Equador, és a una distància del meridià de Greenwich de 7.236 km.

## De Pol a Pol
Començant en el pol Nord i dirigint-se cap al pol Sud, aquest meridià travessa:
| Coordenades                             | País, territori o mar | Notes                                                 |
| --------------------------------------- | --------------------- | ----------------------------------------------------- |
| 90° 0′ N, 65° 0′ E / 90.000°N,65.000°E  | Oceà Àrtic            |                                                       |
| 81° 10′ N, 65° 0′ E / 81.167°N,65.000°E | Rússia                | Illa Graham Bell, Terra de Francesc Josep             |
| 80° 47′ N, 65° 0′ E / 80.783°N,65.000°E | Mar de Barents        |                                                       |
| 76° 29′ N, 65° 0′ E / 76.483°N,65.000°E | Rússia                | Illa Séverni, Nova Terra                              |
| 75° 47′ N, 65° 0′ E / 75.783°N,65.000°E | Mar de Kara           |                                                       |
| 69° 15′ N, 65° 0′ E / 69.250°N,65.000°E | Rússia                |                                                       |
| 54° 24′ N, 65° 0′ E / 54.400°N,65.000°E | Kazakhstan            |                                                       |
| 43° 45′ N, 65° 0′ E / 43.750°N,65.000°E | Uzbekistan            |                                                       |
| 38° 37′ N, 65° 0′ E / 38.617°N,65.000°E | Turkmenistan          |                                                       |
| 37° 13′ N, 65° 0′ E / 37.217°N,65.000°E | Afganistan            |                                                       |
| 29° 32′ N, 65° 0′ E / 29.533°N,65.000°E | Pakistan              | Balutxistan Occidental                                |
| 25° 19′ N, 65° 0′ E / 25.317°N,65.000°E | Oceà Índic            |                                                       |
| 60° 0′ S, 65° 0′ E / 60.000°S,65.000°E  | Oceà Antàrtic         |                                                       |
| 67° 39′ S, 65° 0′ E / 67.650°S,65.000°E | Antàrtida             | Territori Antàrtic Australià, reclamada per Austràlia |